# Liaison HVDC Italie-Grèce
La ligne HVDC Italie-Grèce est une liaison sous-marine par câble électrique entre l'Italie et la Grèce, d'une puissance maximale de 500 MW. Elle est mise en service en 2001. La ligne HVDC Italie-Grèce commence au poste de conversion HVDC (en) de Galatina, sis en Italie (40° 09′ 53″ N, 18° 07′ 49″ E
), et les 43 premiers kilomètres sont souterrains. Puis elle traverse la mer Ionienne sur 160 km. L'atterrage s'effectue à quelques km au sud de l'Albanie (39° 41′ 00″ N, 20° 01′ 09″ E
), où commence la ligne aérienne de 110 km de long vers la station d'onduleurs statiques d'Arachthos (39° 11′ 00″ N, 20° 57′ 48″ E
). La cathode est sous forme de fil de cuivre sur le site italien, l'anode est installée dans une baie en Grèce (39° 40′ 28″ N, 20° 04′ 05″ E
).

## Sites

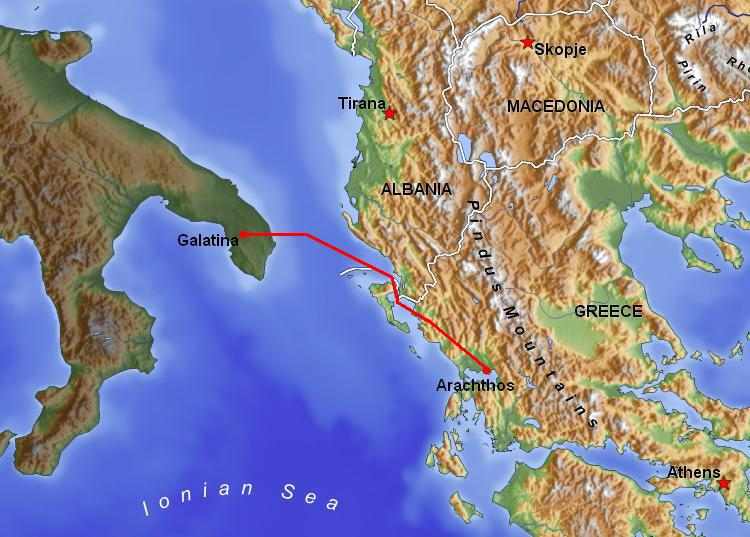
Parcours

| Site                                       | Coordonnées                  |
| ------------------------------------------ | ---------------------------- |
| Galatina HVDC Static Inverter              | 40° 09′ 53″ N, 18° 07′ 49″ E |
| Greek Cable Terminal                       | 39° 41′ 00″ N, 20° 01′ 09″ E |
| Anode                                      | 39° 40′ 28″ N, 20° 04′ 05″ E |
| Greek Overhead Electrode Line Cable Branch | 39° 40′ 44″ N, 20° 04′ 28″ E |
| Arachthos HVDC Static Inverter             | 39° 11′ 00″ N, 20° 57′ 48″ E |